# لوئیس ریکارد
لوئیس پیر هیپولایت ریکارد (Louis Pierre Hippolyte Ricard) (17 مارس ۱۸۳۹ – ۲ مارس ۱۹۲۱)، یک وکیل دادگستری و سیاست‌مدار لیبرال ثروت‌مند اهل فرانسه بود. او در ۱۸۹۲ و دوباره در ۱۸۹۵–۹۶ به عنوان وزیر دادگستری خدمت کرد. مشهورترین کار وی، هدایت قانون حوادث محیط کار در ۱۸۹۸ میلادی بود.

## سال‌های اولیه (۱۸۳۹ – ۱۸۸۵ میلادی)
لوئیس پیر هیپولایت ریکارد در ۱۷ مارس ۱۸۳۹ در شهر کان، کالوادوس به دنیا آمد. پدر وی پاول اربان ریکارد، یک تولیدکننده جوراب بافی بود و مادرش ماری-کالورین روسیگنول نام داشت. وی در یک خانواده مرفه و کاتولیکِ محافظه کار پرورش یافت. او در رشته حقوق در شهر پاریس آموزش دید و در ۱۸۶۱ میلادی به دادگاه روآن پیوست. وی در دادگاه استیناف روآن به یک فرد مشهور مبدل شد.
ریکارد در ۱۸۶۴ میلادی با انیتی گراتینی لیسویور که یک پروستان بود ازدواج کرد، وی دختر یک تولیدکننده نخ و خواهرزاده یک تولیدکننده بزرگ محصولات شیمی بود. آن‌ها یک پسر داشتند. خانم وی با خود جهیزیه فراوان آورد و همچنین او را به چیزی که در آن زمان به نام نظریات سیاسی و اجتماعی پیشرفته یاد می‌شد، معرفی کرد. او به یک جمهوری‌خواه ضد-کشیشی مبدل شده و به تدریج به سوی پروتستانیسم بسیار بنیادگرا حرکت کرد. پس از درگذشت خانم اولی وی، او مجدداً با بیرتی ریناود ازدواج کرد. در ۱۸۷۶ میلادی، او به یک خانه گران‌قیمت و زیبای شهری در روآن نقل مکان نمود.
در ۱۳ نوامبر ۱۸۸۱، ریکارد از طرف چپ‌گراها به شورای شهر معرفی گردیده و سه روز بعد به عنوان شهردار گماشته شد. وی در ۱۸۸۲ میلادی به عنوان رئیس شورای دپارتمان در کانتون چهارم شهر روآن انتخاب گردید. در آوریل ۱۸۸۲، وی نخستین شهردار روآن بود که از طریق اعضای شورا انتخاب شد. او یک جمهوری‌خواه میانه‌رو بود که بعداً به‌سوی بنیادگرایی کشیده شد. در خلال مدتی که وی اداره شهرداری را بر عهده داشت، بهبودهای شگرفی در خدمات اجتماعی و بهداشتی شهر رو نما شد. مدرسه‌ای برای دختران بنیان‌گذاری شد و تئاتر هنرها که بر اساس آتش‌سوزی تخریب شده بود، بازسازی گردید.

## سیاست در سطح ملی (۱۸۸۶ – ۱۹۰۲ میلادی)
در انتخابات سراسری ۴ اکتبر ۱۸۸۵، ریکارد از طرف حزب جمهوری‌خواه به عنوان عضو پارلمان فرانسه از حوزه انتخابیه سن-انفیریور انتخاب گردید. پس از این‌که وی در ۸ ژانویه ۱۸۸۶ وارد پارلمان شد، از کرسی شهرداری خود کنار رفت. موریس لیبون پس از وی در ۱۸۸۶ به عنوان شهردار روآن انتخاب شد. ریکارد با گروه پارلمانی حزب جمهوری‌خواه و ترقی‌خواه چپ نشست. ریکارد در انتخابات سراسری ۱۸۸۹ شرکت نکرد، اما پس از این‌که نمایندهٔ بخشداری نخست روآن درگذشت، او در انتخابات میان دوره‌ای ۱ دسامبر ۱۸۸۹ شرکت کرد و در دور اول، برنده شد. وی در انتخابات‌های بعدی ۲۰ اوت ۱۸۹۳ و ۸ می ۱۸۹۸ از همان حوزه انتخابیه دوباره در دور اول انتخابات، به عنوان نماینده مجلس انتخاب شد. ریکارد در مجلس نمایندگان با گروه پارلمانی حزب جمهوری‌خواه و ترقی‌خواه چپ نشست.
هنگام تشکیل کابینه امیل لوبه در ۲۹ فوریه ۱۸۹۲، ریکارد به عنوان وزیر دادگستری و امور دینی گماشته شده و تا ۶ دسامبر ۱۸۹۲ در این سمت باقی ماند. وی بار دیگر در کابیه لئون بورژوآ، از ۱ نوامبر ۱۸۹۵ تا ۲۹ آوریل ۱۸۹۶ به عنوان وزیر دادگستری کار کرد. معروف‌ترین کار وی، گزارش‌گری قانون حوادث محیط کار در ۱۸۹۸ میلادی بود. در ۱۹۰۰ میلادی، او یکی از اعضای شورای عالی کار شده و ریاست کمیته استخدام زنان و کودکان در صنایع را بر عهده داشت. او به‌طور غیرمنتظره، در انتخابات پارلمانی ۲۷ آوریل ۱۹۰۲ برنده نشد.

## اواخر زندگی (۱۹۰۲–۱۹۲۱ میلادی)
پس از شکست در انتخابات، ریکارد از سیاست باز نشسته شده و به حرفه وکالت خود برگشت. او در ۱۹۰۳ میلادی، نشان افتخاری افسر لژیون دونور را از طرف جنرال آندره به‌دست‌آورد. در جریان جنگ جهانی اول (۱۹۱۴–۱۹۱۸ میلادی)، ریکارد در ۱۹۱۶ میلادی ریاست کمیته تنظیم امور شرکت‌های ساختمانی نظامی را بر عهده داشت. وی در ۲ مارس ۱۹۲۱ به عمر ۸۱ سالگی در روآن، سن-ماریتیم درگذشت.

## ارجاعات
1. 1 2 3  Louis, Pierre RICARD – Assemblée nationale.
2. 1 2 3 4  Chaline 2000, p. 298.
3. 1 2 3  Robert & Cougny 1889, p. 137.
4. 1 2  Gueslin 1992, p. 162.
5. 1 2 3  Chaline 2000, p. 299.
6. 1 2 3  Jolly & 1960–1977.
7. ↑  Gueslin 1992, p. 163.
8. ↑  Chaline 2000, p. 300.
9. 1 2  Chaline 2000, p. 302.